# 二本木峠 (埼玉県)

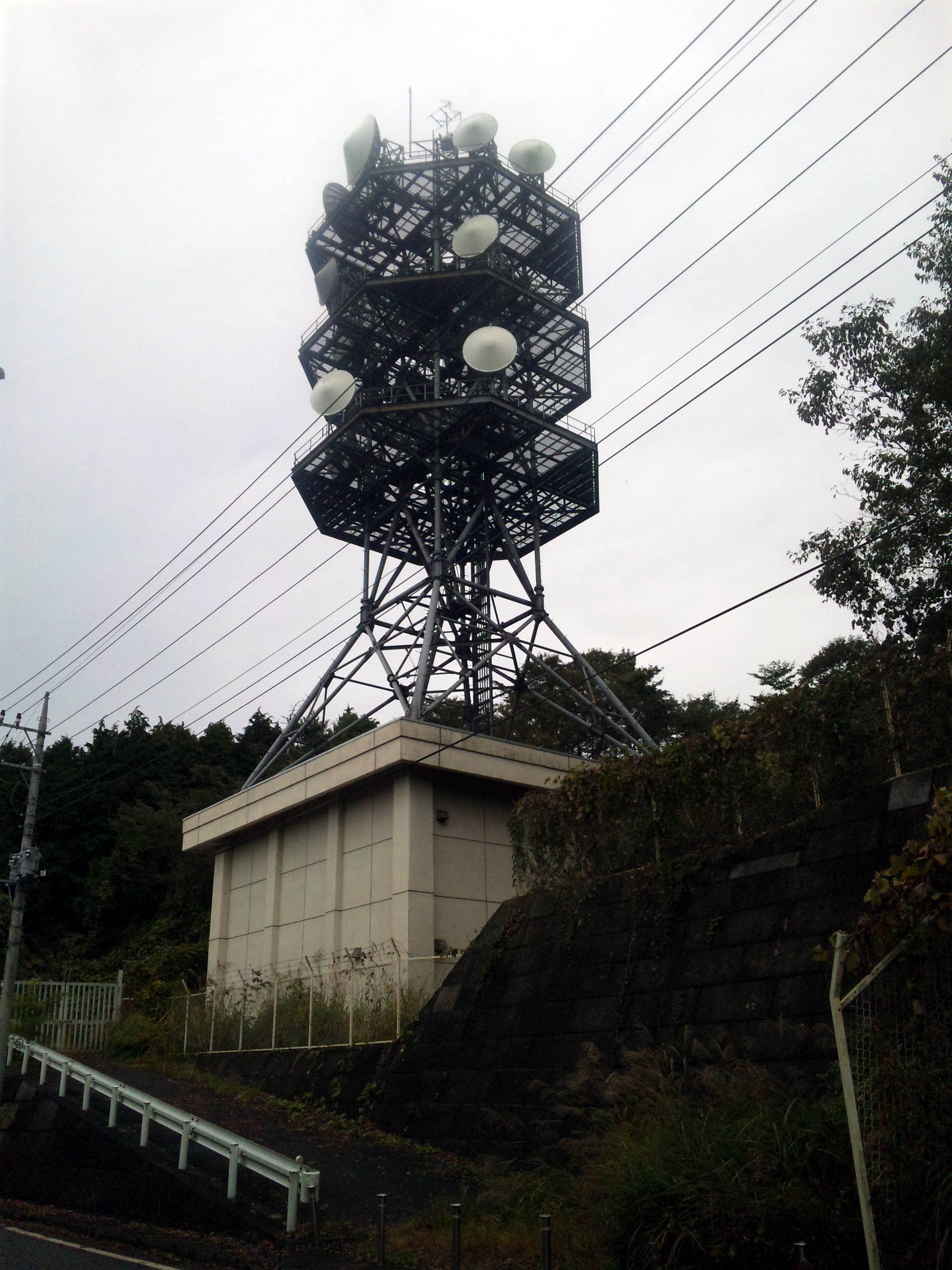
NTTコミュニケーションズ二本木峠無線中継所

二本木峠（にほんぎとうげ）は、埼玉県道361号三沢坂本線の埼玉県皆野町と東秩父村の間の峠。いわゆる外秩父の山脈にある。近くにはNTTやNTTドコモの無線中継所や二本木峠キャンプ場、埼玉県秩父高原牧場などがある。埼玉県道361号三沢坂本線経由で二本木峠へ向かう際は急峻な林道を通る必要がある。
JR八高線寄居駅から東秩父村村営バス和紙の里行きで20分、堂平下車、徒歩1時間